# Kościół św. Franciszka w Victorii
Kościół św. Franciszka z Asyżu (ang. Church of St Francis) – rzymskokatolicki kościół zbudowany w Victorii na Gozo, Malta, stojący na Pjazza San Franġisk. Do budynku kościoła przylega klasztor Franciszkanów Konwentualnych.

## Historia
Data powstania pierwszego klasztoru i kościoła św. Franciszka sięga wstecz roku 1492. Pierwszy kościół był poświęcony św. Markowi. Dedykacja kościoła została zmieniona na św. Franciszka z Asyżu w roku 1535r. Aktualnie istniejący kościół i klasztor zbudowane zostały w większości w XVII wieku. Budowę kościoła ukończono w roku 1663. Wielki Mistrz Antonio Manoel de Vilhena odwiedził klasztor i kościół w roku 1742. Zatrzymał się tutaj w dniach 5 do 9 czerwca.
W grudniu 1890 roku, na rozporządzenie rządu, kościół został zamknięty dla publicznego dostępu, kiedy okazało się, że stan jego sklepienia zagraża bezpieczeństwu osób w nim przebywających. Sufit oraz fasada zostały przebudowane, i kościół ponownie otwarto 16 kwietnia 1893 roku. W dniu 11 listopada 1906 roku biskup Gozo Giovanni Maria Camilleri konsekrował kościół.
Budynek kościoła umieszczony jest na liście National Inventory of the Cultural Property of the Maltese Islands.

## Fasada kościoła

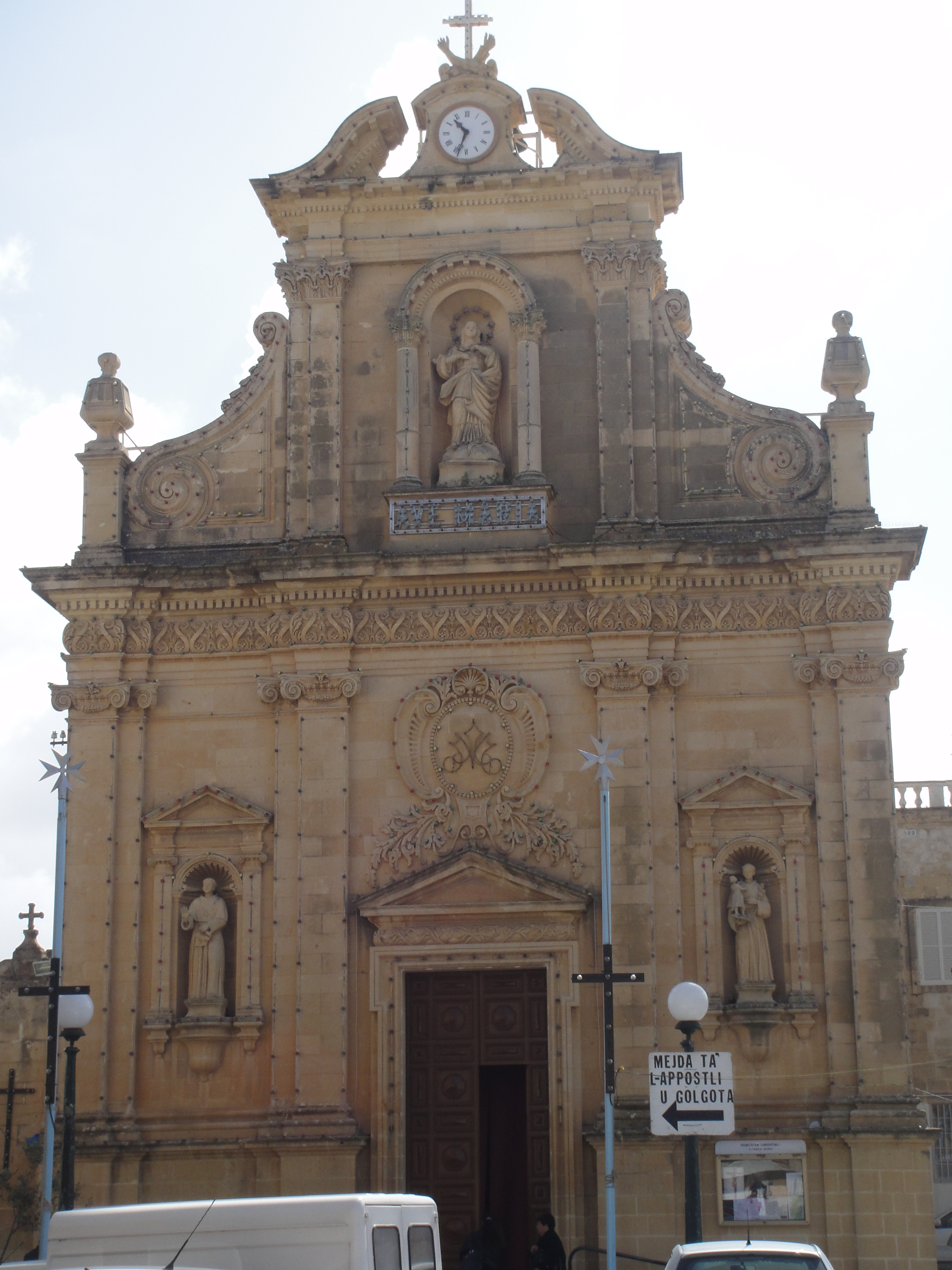
Fasada kościoła

Elewacja frontowa kościoła jest podniesiona na bardzo wysokich cokołach, które podtrzymują wystające pilastry. Fasada jest podzielona na trzy przęsła: środkowa zatoka składa się z dużych prostokątnych, uformowanych z kamienia drzwi, zwieńczonych małym trójkątnym frontonem. Nad frontonem znajdują się insygnia Madonny, zamknięte w mandorli, ozdobionej motywami liści i wydłużonymi zwojami. Wystające pilastry z wolutami na kapitelach zdobią krawędzie.
Boczne zatoki są identyczne pod względem architektonicznym. Obie mają krawędzie z filarami i kapitelem z wolutami. Pusta przestrzeń jest wypełniona prostokątną niszą, naśladującą fasadę kościoła i zwieńczoną belkowaniem i trójkątnym frontonem. W niszy znajduje się kamienna figura św. Franciszka.
Wzdłuż całej fasady znajduje się wąski gzyms z fryzem w kształcie litery "S". Nad fryzem znajduje się kolejny wąski gzyms, który podtrzymuje górną kondygnację fasady. Jest ona złożona z dwóch wieżyczek na krawędziach i wydłużonych zwojów z prostokątną centralną częścią fasady. Pomiędzy korynckimi kapitelami znajduje się wizerunek Niepokalanego Poczęcia zwieńczony półkolistym łukiem. Powyżej niszy znajduje się ciężki gzyms zwieńczony podstawą z zegarem i krzyżem na górze.

## Dzieła sztuki
Obraz tytularny kościoła przedstawia św. Franciszka z Asyżu otrzymującego stygmaty. Został on namalowany przez Jeana Baptiste’a van Loo. Kościół posiada też statuę św. Izydora, datowaną na rok 1680. Oryginalnie statua ta była pozłacana, lecz pod koniec XVIII wieku została pokryta farbą, by nie przykuwać uwagi francuskich najeźdźców.

## Święto Niepokalanego Poczęcia
Święto Niepokalanego Poczęcia Maryi obchodzone jest co roku 8 grudnia. Początki obchodów sięgają roku 1663, kiedy  w kościele założone zostało Bractwo Niepokalanego Poczęcia, aby pomagać przy organizowaniu wspomnianych obchodów. W roku 1698 po raz pierwszy została użyta w procesji drewniana statua Matki Bożej, reprezentująca Niepokalane poczęcie.